# Димна шахта
Димна шахта (димний штрек, шахта курна) — (рос. дымная шахта (дымный штрек), англ. fume mine, нім. Übungstrecke f der Grubenwehr — навчально-тренувальний комплекс, що створюють на території дислокації підрозділів воєнізованих гірничорятувальних частин або діючих шахт для відпрацювання в умовах максимально наближених до аварійних професійних навичок роботи гірничорятувальників. Димна шахта складається з двох блоків (довж. 50 м, шир. 6-9 м, вис. 9-10 м); до складу димної шахти входить димний штрек. У кожному блоці шахти споруджують типові гірничі виробки. У виробках розміщують гірничошахтне обладнання і техніку системи протипожежного захисту шахт, манекени потерпілих, влаштовують штучні перешкоди — «завали» гірничих виробок, лабіринти, перемички з приймальними трубами та ін. У димних шахтах імітується аварійна ситуація на шахтах.
Похила і горизонтальна частини димного штреку призначені для створення штучних осередків пожежі, підготовлюваних з дерев'яних елементів кріплення, вугілля, паливно-мастильних матеріалів і гумотехнічних виробів; тут здійснюють відпрацювання прийомів тактичного використання цілісних і розпорошених водяних струменів з пожежних стволів, порошкових, пінних та газових вогнегасників. В обох частинах штреку зводиться негорюче кріплення підвищеної вогнестійкості (бетон, залізобетон, бетоніти), влаштовуються вруби для зведення ізоляційних перемичок з різних матеріалів, прокладається пожежний трубопровід діаметром 100 мм з пожежними кранами та відводами, встановлюються постави стрічкового конвеєра довжиною 15 - 20 м. В гирлах кожної частині штреку спору-джуються бетонні або цегляні арки, в яких розміщуються металеві пожежні двері. Вертикальна виробка (шурф) обладнується сходовим відділенням, механічним підйомом і пристосована для проведення тренувань по аварійному транспортуванню "постраждалих". Теплова камера застосовується для тренування рятувальників у респіраторах в умовах високої температури (до +60 ° С) і вологості (до 80-90%), які створюються за допомогою дистанційно керованих електронагрівачів, парогенера-торів та вентиляторів. У камері розміщуються вертикальні ергометри і біговій місток, що забезпечують можливість одночасного тренування декількох респіраторників. 